# Władysław Baranowski (dyplomata)
Władysław Baranowski (ur. 27 czerwca 1885 we Lwowie lub Przemyślu, zm. 1939 w Paryżu) – polski dziennikarz i dyplomata, członek loży wolnomularskiej w Warszawie w czasach II Rzeczypospolitej.

## Życiorys
Syn Mieczysława Tytusa Baranowskiego, lwowskiego pedagoga i działacza oświatowego i Giovanny z d. Zaretin, z pochodzenia Włoszki z Wenecji. Dzięki matce władał biegle językiem włoskim i francuskim, co było później atutem w służbie dyplomatycznej. Rodzice chcieli, by otrzymał wykształcenie muzyczne i został muzykiem, jak inni członkowie rodziny. Po ukończeniu gimnazjum we Lwowie wyjechał do Neapolu na stypendium muzyczne, następnie po pobycie w Paryżu, gdzie pracował jako skrzypek w operetce, powrócił do kraju (1907), ukończył z wyróżnieniem konserwatorium krakowskie i przez kilka lat grał w orkiestrze symfonicznej w Krakowie, a później w orkiestrze operowej Teatru Miejskiego we Lwowie. W latach 1910–1914 studiował literaturę polską na Cesarskim Uniwersytecie Warszawskim, gdzie poznał Zofię Nałkowską, która odegrała ważną rolę w jego życiu prywatnym. Pisał w tym czasie artykuły polityczne do „Gazety Wieczornej” we Lwowie, recenzje literackie do warszawskiego „Echa Literacko-Artystycznego” i „Książki” i recenzje z teatrów warszawskich do „Tygodnika Polskiego” i „Krytyki” w Krakowie.
W sierpniu 1914 wstąpił do Legionów, wkrótce został ranny. Po rekonwalescencji przydzielony został do Departamentu Wojskowego Naczelnego Komitetu Narodowego (NKN). W październiku 1914 zaproponował Stanisławowi Kotowi, szefowi biura prasowego Departamentu, projekt rozwinięcia propagandy niepodległościowej w krajach neutralnych, przede wszystkim we Włoszech (zachowujących neutralność do 1915). Projekt uzyskał akceptację Michała Sokolnickiego i aprobatę Prezydium NKN. NKN utworzył w Rapperswilu centralę dla placówek zagranicznych, a Baranowski na początku 1915 roku został skierowany do Włoch jako delegat NKN. Do września 1915 prowadził agencję prasową w Mediolanie, redagował pismo Ecca della Stampa Polacca i organizował Comitati per la Polonia (pol. Komitety dla Polski) w Mediolanie, Turynie, Florencji i Genui.
We wrześniu 1915 przeniósł się do Szwajcarii, był kierownikiem Biura Prasowego NKN w Bernie, a następnie do grudnia 1916 roku dyrektorem Polskiego Biura Prasowego w Bernie – agencji prasowej, części Misji Berneńskiej NKN.
Po ogłoszeniu Aktu 5 listopada powrócił w grudniu 1916 do kraju i po osobistej rozmowie z Józefem Piłsudskim (20 grudnia 1916) oddał się do jego dyspozycji. Przez kilka następnych lat był osobistym emisariuszem Piłsudskiego i pomocnikiem w jego akcji zagranicznej. Od 1917 był delegatem Józefa Piłsudskiego i stronnictw niepodległościowych w Szwajcarii, kierował biurem prasowym Polonia w Genewie i redagował pismo L’Echo de Varsovie.
Po odzyskaniu niepodległości wstąpił do polskiej służby dyplomatycznej. 1 grudnia 1918 został referentem w Delegaturze Polskiej w Szwajcarii, następnie radcą legacyjnym w poselstwie RP w Bernie działającym od 16 lutego 1919 roku. Miesiąc wcześniej został desygnowany przez Naczelnika Państwa do składu Komitetu Narodowego Polskiego w Paryżu, stanowiącego polską delegację na paryską konferencję pokojową, jego kandydatura spotkała się jednak ze sprzeciwem Romana Dmowskiego. 30 maja 1919 został radcą legacyjnym w poselstwie RP w Rzymie, będąc jednocześnie zaufanym Piłsudskiego przy pośle Konstantym Skirmuncie. W sierpniu 1920 powrócił do Warszawy, został mianowany na szefa biura propagandy zagranicznej przy Prezydium Rady Ministrów. Prawdopodobnie wówczas związał się z wolnomularstwem.
Organizował m.in. kampanię prasową we Francji, poprzedzającą oficjalną wizytę Józefa Piłsudskiego w Paryżu w lutym 1921, dla zawarcia sojuszu polsko-francuskiego. Od 20 kwietnia 1921 pełnił funkcję delegata RP przy Wysokiej Porcie w Konstantynopolu (rząd sułtański), misję pełnił do kwietnia 1923 roku.
1 grudnia 1923, w okresie czystki personalnej prowadzonej przez ministra spraw zagranicznych Mariana Seydę i jego następcę Romana Dmowskiego, został decyzją Dmowskiego usunięty z MSZ. Po odwołaniu się do Trybunału Administracyjnego, powrócił do służby dyplomatycznej, został mianowany na posła RP w Bułgarii z tytułem ministra pełnomocnego. Placówką w Sofii kierował od 13 maja 1925 do 27 czerwca 1930. W końcu czerwca 1930 roku otrzymał nominację na posła RP w Teheranie, której nie przyjął. Po odwołaniu z Sofii pracował w centrali MSZ. 1 czerwca 1931 został przeniesiony w stan nieczynny, a 30 listopada 1931 roku – w stan spoczynku.
Ogłosił wspomnienia ze spotkań z Józefem Piłsudskim (Rozmowy z Piłsudskim, Warszawa 1938). We wrześniu 1939 wywiózł do Paryża archiwa Wielkiej Narodowej Loży Polski. Zmarł w Paryżu pod koniec 1939, przypuszczalnie śmiercią samobójczą.